# Cephaelis
Cephaelis es un género de plantas con flores del orden de las Gentianales de la familia de las Rubiaceae.
Según el Royal Botanic gardens es un sinónimo de Psychotria.